# Các yếu tố xã hội quyết định sức khỏe trong nghèo đói
Các yếu tố xã hội quyết định sức khỏe trong nghèo đói mô tả các yếu tố ảnh hưởng đến sự bất bình đẳng về sức khỏe và sức khỏe của dân số nghèo. Sự bất bình đẳng về sức khỏe bắt nguồn từ điều kiện sống của người dân, bao gồm hoàn cảnh sống, môi trường làm việc, tuổi tác và các yếu tố xã hội khác, và những điều kiện này tác động đến khả năng ứng phó với bệnh tật của con người. Những điều kiện này cũng được định hình bởi các cấu trúc chính trị, xã hội và kinh tế. Phần đông mọi người trên toàn cầu không được đáp ứng tiềm năng sức khỏe tối ưu bởi vì "sự kết hợp tồi tệ trong các chính sách, kinh tế và chính trị". Điều kiện sống hàng ngày cùng với các cấu trúc này dẫn đến các yếu tố xã hội quyết định sức khỏe.
Nghèo đói và sức khỏe kém có mối liên kết không thể tách rời. Có nhiều khía cạnh trong nghèo đói, như- thiếu thốn vật chất (như thực phẩm, nơi ở, vệ sinh và nước uống an toàn), cách biệt khỏi xã hội, thiếu giáo dục, thất nghiệp và thu nhập thấp - tất cả nhóm hợp lại làm giảm cơ hội, giới hạn sự lựa chọn, làm hao mòn niềm tin hy vọng và hậu quả là đe dọa đến sức khỏe. Nghèo đói có liên quan đến tỷ lệ mắc bệnh cao hơn, bao gồm tăng nguy cơ mắc các bệnh mãn tính, chấn thương, thiếu thốn trong nuôi dưỡng trẻ sơ sinh, căng thẳng, lo lắng, trầm cảm và chết sớm. Theo Loppie và Wien, những vấn đề sức khỏe trong nghèo đói hầu hết tập trung vào các nhóm dễ bị tổn thương như phụ nữ, trẻ em, nhóm dân tộc thiểu số và người khuyết tật. Các yếu tố xã hội quyết định sức khỏe - như sự phát triển của trẻ em, giáo dục, điều kiện sinh sống và làm việc, và chăm sóc sức khỏe - đặc biệt quan trọng đối với người nghèo.
Theo Moss, các yếu tố kinh tế xã hội ảnh hưởng đến dân số nghèo như giáo dục,bất bình đẳng thu nhập và nghề nghiệp, làm đại diện các yếu tố dự báo mạnh nhất và nhất quán về sức khỏe và tỷ lệ tử vong. Sự bất bình đẳng trong hoàn cảnh sống, như khả năng tiếp cận chăm sóc sức khỏe, trường học, điều kiện làm việc và giải trí, hộ gia đình, cộng đồng, thị trấn hoặc thành phố, ảnh hưởng đến khả năng sống và duy trì sức khỏe, theo Tổ chức y tế thế giới. Sự phân phối không công bằng các điều kiện sống, trải nghiệm và cấu trúc tổn hại đến sức khỏe không phải là tự nhiên, "mà là kết quả của sự kết hợp tồi tệ giữa các chương trình và chính sách xã hội nghèo nàn, sắp đặt về kinh tế không công bằng và chính trị yếu kém".  Do đó, các điều kiện cuộc sống hàng ngày của mỗi cá nhân chịu trách nhiệm về các yếu tố xã hội quyết định sức khỏe và một phần chính của sự bất bình đẳng về sức khỏe giữa và trong các quốc gia. Cùng với các điều kiện xã hội này, "Giới tính, giáo dục, nghề nghiệp, thu nhập, dân tộc và nơi cư trú đều có mối liên hệ chặt chẽ với khả năng tiếp cận, trải nghiệm và lợi ích của chăm sóc sức khỏe cho người dân."  Các yếu tố xã hội quyết định bệnh tật có thể được quy cho các vấn đề xã hội rộng lớn hơn như phân biệt chủng tộc, bất bình đẳng giới, nghèo đói, bạo lực và chiến tranh. Điều này rất quan trọng dp chất lượng y tế, phân phối sức khỏe và bảo vệ xã hội sức khỏe trong dân số ảnh hưởng đến tình trạng phát triển của một quốc gia. Bởi vì sức khỏe đã được coi là quyền cơ bản của con người, có một tác giả đã cho rằng các yếu tố xã hội quyết định sức khỏe quyết định phân bố phẩm giá con người.